# 孙殿甲 (1919年)
孙殿甲（1919年—2019年1月19日），男，山东德县人，中华人民共和国军事人物，中国人民解放军大校，曾任兰州军区政治部主任，南京高级陆军学校副政治委员，第六届全国人大代表。